# 徳永虎千代
徳永 虎千代（とくなが とらちよ、1992年6月20日 - ）は、日本の篤農家。長野県長野市でリンゴの栽培を行う。株式会社フルプロ代表取締役。